# Bogislav II av Pommern-Stettin
Bogislav II av Pommern-Stettin, död 1220, var regerande hertig av Pommern mellan 1187 och 1220. 